# プラズマ
プラズマ（電離気体, 英: plasma）は、荷電粒子(イオンまたは電子)がかなりの割合で存在することを特徴とする、固体・液体・気体と並ぶ物質の4つの基本的な状態の1つ。狭義のプラズマとは、気体を構成する分子が電離し陽イオンと電子に分かれて運動している状態であり、電離した気体に相当する。プラズマは、中性ガスを加熱するか、強い電磁場にさらすことによって人工的に生成することができる。
主に恒星(太陽を含む)に存在する、宇宙で最も豊富な通常の物質の形態であるが、希薄な銀河間ガスや、銀河団ガスも支配している。

## 概要
プラズマは荷電粒子群と電磁場が相互作用する複合系である。粒子の運動は電磁場を変化させ、電磁場の変化は粒子の運動にフィードバックされる。プラズマは固体、液体、気体のいずれとも異なる特有の性質を持つため、物質の第4の状態ともいわれる。狭義のプラズマとは、気体を構成する分子が電離し陽イオンと電子に分かれて運動している状態であり、電離した気体に相当する。狭義のプラズマは、プラズマの3要件
1. その物質系の大きさ L がデバイの長さ λD より十分大きくなければならない。すなわち L ≫ λD。
2. 考えている現象の時間スケール t がプラズマ振動の周期よりも長くなければならない。すなわち t ≧ 1/ωpe。
3. 半径が λD の球の中の粒子数 Λ が充分大きくなければならない。すなわち Λ ≫ 1。Λ をプラズマ・パラメタという。

をみたす。

電離層、太陽風、星間ガスなどがプラズマ状態であり、宇宙の質量の99%以上はプラズマ状態である。人工的には、レーザーやマイクロ波の照射により気体を電離させることで生成され、プラズマプロセスや原子核融合など、多様な工学的応用がなされている。広義のプラズマは、プラズマの3要件の全てを必ずしもみたさず、非中性プラズマ、強結合プラズマ（微粒子プラズマ、固体プラズマ）などを含んでいる。強結合プラズマは、プラズマ粒子が自由に動けず液体や固体に似た振る舞いをする。プラズマ中では、電流や磁場に沿ってフィラメント状の発光領域が観測できるなど、特有の構造が形成される。また、プラズマ中では、プラズマ波動、プラズマ不安定性、発光現象などの特有な物理現象が見られる。
プラズマの3要件や、物理現象の詳細な記述はプラズマ物理を参照のこと。

## 歴史
プラズマはクルックス管の中で初めて認識され、1879年、クルックスの著書でradiant matterと記述されている。続いて、1897年、クルックス管で発生した陰極線の正体を電子の流れと特定したのはトムソンである。ラングミュアは、1920年代、デバイ遮蔽やプラズマ振動などのプラズマの基本的性質を明らかにし、1928年、この物質を初めてプラズマと呼んだ。以降、プラズマに対する研究は宇宙物理学や、原子核融合などの工学的応用において進展している。
プラズマ物理#歴史も参照のこと。

## プラズマの種類
ここでは、プラズマの種類を区別するための基準をいくつか示す。
電離度電離度が低く、電気的に中性な分子が大部分を占めるプラズマを弱電離プラズマ (weakly ionized plasma) 、もしくは低温プラズマ (cold plasma) と呼ぶ。一方、電離度が1となり、イオンと電子だけで構成されるプラズマを完全電離プラズマ (fully ionized plasma) 、もしくは高温プラズマ (hot plasma) と呼ぶ。電離度はサハの電離公式から計算できる。
圧力や粒子密度大気圧下で発生させたプラズマを大気圧プラズマ、真空中で発生させたプラズマを真空プラズマ、もしくは低圧プラズマと呼ぶ。
大域的な磁場の有無大域的な磁場がある系を磁化プラズマ (Magnetized plasma) 、大域的な磁場がない系を非磁化プラズマ(Unmagnetized plasma)と呼ぶ。磁化プラズマでは、プラズマ粒子は磁力線の周りをサイクロトロン運動し、磁力線に垂直な方向の移動は制限される。このため、磁力線に対して平行方向の温度と、垂直方向の温度は異なることがあるほか、誘電率はテンソルとなる。
近似の程度プラズマを荷電粒子からなる多体系と捉える場合をプラズマの粒子モデルと呼ぶ。プラズマ粒子のクーロン衝突やサイクロトロン運動が粒子モデルによる記述である。また、プラズマ粒子の速度を分布関数によって近似する場合を運動論的モデルと呼ぶ。さらに、プラズマの速度分布関数がマクスウェル分布であると仮定できる場合を流体モデルと呼ぶ。最後に、イオン流体と電子流体を結合して一体の流体として扱う場合を磁気流体力学 (Magnetohydrodynamics, MHD) モデルと呼ぶ。
電気的中性の有無等量の正電荷と負電荷から構成され電気的に中性なプラズマを中性プラズマ、正または負どちらか一方のみの荷電粒子から構成されたプラズマを非中性プラズマと呼ぶ。ソレノイドコイルによる一様磁場と、複数のリング電極による静電場から構成される電磁場配位を用いれば、電子プラズマの閉じ込めができる。このようにして集めた電子プラズマを減速材として用いて、陽電子を捕獲して蓄積することで、反物質プラズマを大量に生成できる可能性がある。
熱エネルギーとクーロンエネルギーの比粒子間のクーロンエネルギーに比べて熱エネルギーの大きいプラズマを弱結合プラズマ、そうでない場合を強結合プラズマと呼ぶ。強結合プラズマは、プラズマが自由に動くことができない状態であり液体状態に相当する。宇宙空間では白色矮星の内部などに存在し、プラズマ密度は固体密度を大きく越える。実験室内においては、固体中の伝導電子（固体プラズマ）、電解質、微粒子プラズマが強結合プラズマに含まれる。微粒子プラズマのクーロン結晶化の研究が進められており、産業への応用も期待されている。
量子化の有無プラズマ振動を量子化したものはプラズモンと呼ばれる。

## 自然界における例

### 地球
地球上では、雷や電離層などが代表的であり、地球電磁気学や超高層大気物理学によって研究される。
マーチソン広視野電波干渉計を用いた観測によって、高度約600kmの電離層上部からその上のプラズマ圏に向かって地磁気に沿って伸びるチューブ状のプラズマ構造物の存在が確認されている。
我々の生活に必要不可欠な火もプラズマの一種である。
炎火は燃料の酸化によって高温となり、燃料の一部が電離してプラズマ状態になっている。ろうそくの炎が高電圧をかけた電極に引き寄せられるといった簡単な実験を通して、プラズマの存在を身近なものとして理解できる。炎の中に金属化合物などを入れると、炎色反応により元素特有のスペクトルを放射する。ただし、有機物を燃焼させた際の炎の色は原子スペクトルではなく、主に炭素の黒体放射に由来する。
雷雷は帯電した雲と大地の間で生じる火花放電である。火花放電では、高電圧により加速された電子によって大気が電離しプラズマ状態となる。また、イオンが大地に衝突したときに2次電子がプラズマ内に供給される。電離層では超高層雷放電も起こるが、観測が少なくメカニズムはまだよくわかっていない。
電離層太陽からの紫外線により、地上から100km付近の大気が電離しプラズマ状態となったものである。電離層は中性大気とプラズマが混在する弱電離プラズマである。電子密度分布は、紫外線による電子生成率と、電子とイオンの再結合などの電子減少率との釣り合いから求まる。
オーロラオーロラは太陽風から供給された電子線が地磁気に沿って降下し、電子線によって励起された大気中の酸素や窒素が発光する現象である。
その他、オカルトの文脈においてプラズマとセントエルモの火、球電、地震（地震光）などとの関連づけがなされている。

### 宇宙
宇宙空間においては全宇宙の質量の99%以上がプラズマであり、プラズマは最もありふれた物質の状態である。地球と太陽の近傍の宇宙の物理現象を扱う太陽地球系物理学、宇宙スケールの現象をプラズマと関連付けて探究するプラズマ宇宙論、天体における物理現象を扱う天体物理学などの研究領域がある。
太陽太陽はプラズマ状態である。2006年9月に打ち上げられた太陽観測衛星「ひので」によって、太陽を取り巻くプラズマ化した大気の中で起こっている活発な現象を、より詳細に観測・研究できるようになった。
クォークグルーオンプラズマクォークグルーオンプラズマ (Quark-Gluon Plasma, QGP) とは、高温・高密度状態において存在すると予想されているクォークおよびグルーオンからなるプラズマ状態である。
その他の宇宙におけるプラズマに、ヴァン・アレン帯、磁気圏、太陽風、彗星の尾、星間物質、降着円盤、星雲などがある。

## 工学的な応用例
気体中の放電や、気体をレーザーやマイクロ波などで加熱することで生成される。種々な特性のプラズマが工学的に応用されており、以下ではいくつかの工学的応用例を示す。
蛍光灯、ネオンサイン
蛍光灯はクルックス管の一種であり、グロー放電により水銀をプラズマ状態とし、紫外線を発光することを利用している。ネオンサインは、アルゴンやキセノンなどをグロー放電によりプラズマ状態とし、封入気体固有の波長で発光することを利用している。グロー放電によるプラズマは放電プラズマに分類される。
プラズマプロセス
ドライエッチングは、プラズマにより生成したイオンやラジカルを利用して半導体材料の微細加工を行う技術である。
アルカリ金属を内包したナノチューブなどの超分子材料の作成にも利用される。プラズマを利用したダイヤモンドライクカーボン (Diamond like carbon, DLC) の生成法として、プラズマイオン注入成膜（Plasma based ion implantation and deposition, PBIID) 法がある。
スパッタリング法は、まず、プラズマ中のイオンを固体表面に衝突させて固体原子を放出し、次に、放出された固体原子を積層することで薄膜の形成に用いられる。レーザーアブレーションは、レーザーにより固体材料を気化しプラズマを生成する技術である。
液中プラズマとは、液中における気泡の内部にプラズマが生成された状態であり、プラスチックや紙などの母材のめっき加工に利用される。液中プラズマは、超音波で液中に気泡を発生させ、その気泡に電磁波を照射することで生成できる。周りが液体であるため、多くの原料を溶液から供給することができるほか、材料が高温に晒されて燃えることがないなどの利点を持つ。
プラズマ加速
プラズマ加速では電子ビームをプラズマに入射し、プラズマ中の急峻な構造によって生成される電場を用いて荷電粒子を加速する方法である。入射された電子ビームは、プラズマ中の電子を押し出しプラズマウェーク (plasma wake) と呼ばれる、急峻な電場勾配を持った構造を形成する。ここで、プラズマウェークとは押し出された電子が作る、ウェーク（航跡の意）のような構造である。電場勾配は従来の加速器より2-3桁大きいオーダーを達成しており、これにより小型な加速器が実現できると考えられている。小型な加速器は放射線療法などにおいて大きなニーズがある。
核融合発電
高温・高密度の燃料プラズマによる熱核融合反応を利用した核融合発電には、磁場閉じ込め方式と慣性閉じ込め方式がある。
磁場閉じ込め方式では高磁場で閉じ込めた水素プラズマを利用する。
慣性閉じ込め方式では燃料となる水素の同位体を詰めた小球（燃料ペレット）に対し周囲からレーザーや粒子ビームを照射し、急激に圧縮（爆縮）して、瞬間的に熱核融合反応を起こす。
核融合プラズマから電力を得る手法の一種にMHD発電がある。これは、荷電粒子が磁場を横切る際に発生する起電力を利用するものである。粒子の運動エネルギーを直接電気エネルギーに変えることが出来るため、高い変換効率が実現可能である。タービンを用いた熱-電気変換効率が30%程度であることを考えると、プラズマの直接発電は画期的である。
その他の応用例
その他の工学的な応用例に、プラズマディスプレイ、コロナ放電、テスラコイル、アーク灯、アーク溶接、プラズマ切断、反応性イオンエッチング、プラズマCVD、誘導結合プラズマ、イオンエンジン、ロケットの排気、宇宙船の大気圏再突入などがある。

## プラズマ中の構造
プラズマは開放系であることが多く、自己組織化に伴って散逸構造が生成される。以下では、プラズマの自己組織化の例を示す。
複数の研究チームが、ダストプラズマが自己組織化してクーロン結晶が生成されることを確認した（1994年）。
プラズマはエネルギーが外部から供給されてゆらぎが生じると不安定な状態となる。プラズマがゆらいで発生するフィラメント状の構造の代表例は、オーロラである。フィラメントや渦などの構造は、一定の条件ではお互いが生み出した磁場によって、同じ方向に動くほかの渦を引き寄せて自己組織化しながら成長する。これは、パルス発信機を用いてX線放射の実験を行うことで確認でき、プラズマが螺旋状の渦を作ったり、渦糸が結晶構造を作ることもある。また、成長が止まった渦が自然消滅した後に、新たなフィラメントが生成されることもある。このような現象は、銀河の集団が作る気泡状の宇宙構造（グレートウォールやボイド）の生成メカニズムと共通する。
地球の電離層を巨大なプラズマ実験室として活用する試みでは、電離層プラズマに対して、100 MW級3 – 10 MHzの強力な電波を照射して、反射層付近で生じるさまざまなプラズマ非線形現象が調査されている。キャビトン乱流が発生しては消えていく、生成と消滅の時間的サイクルを伴った構造などもその一つである。
ピンチ効果柱状になったプラズマの軸方向に電流を流すと、作り出された磁場と電流自身の相互作用ローレンツ力により、プラズマが急速に締め付けられて、中心部に細い紐状になって集中する現象。これによってプラズマは容器壁から離れてプラズマの閉じ込めが可能になり、同時にジュール熱の発生と圧縮による高温を生じる。原子核融合の初期段階の研究にとって重要。「ピンチ効果」という語彙はもともとは自己収縮するプラズマのことを指していて、L.Tonksがアーク放電が起きるとプラズマを流れる電流が周囲に磁場を形成してプラズマ自体が周囲の磁気エネルギーを取り込んで自己収縮するため電流が細く集中する現象に対してつけた。
プラズマシェルピンチ効果によって電流が流れる経路の中心部に電子が集中すると、再結合を免れたイオンが周辺部に残って、あたかもイオンの鞘に取り囲まれたようになる現象を観察して生まれた言葉。

## プラズマ中の物理現象

### 基本現象
デバイ遮蔽通常、空間中に電荷がある場合は、クーロンの法則に従い電場ができる。ところが、プラズマ中ではこの電荷の周りに逆符号の電荷を持つ荷電粒子がクーロン力を受けて集合するため、実効的に電場が遮蔽される。これをデバイ遮蔽という。そしてその遮蔽が有効に働く距離をデバイの長さと言い、プラズマの性質を記述するもっとも重要なパラメタの一つである。
サイクロトロン運動サイクロトロン運動は、磁化プラズマにおいてプラズマを構成している荷電粒子がローレンツ力を受けて行う旋回運動である。
ドリフトドリフトとは、磁化プラズマにおいてプラズマ粒子のサイクロトロン運動の回転中心が電磁場、温度、密度の分布によって磁力線と垂直な方向に移動することである。

### 波動現象
プラズマ中では様々な波動が伝播することが可能である。プラズマ波動は電磁場、イオンや電子の運動、圧力などを復元力として生じる。プラズマ波動の分散関係はプラズマの誘電率テンソルから求まる。分散関係の導出はプラズマ物理を参照されたい。プラズマ波動の位相速度は光速度とは大きく異なる場合もある。
プラズマ振動プラズマ振動はプラズマ波動の一種であり、プラズマが電気的中性を保とうとする傾向をもつために生まれる波動である。プラズマ中に電荷の不均一が生じたとき、均衡を取り戻すように電子に働く復元力と、電子の慣性の釣り合いから生じる。プラズマ振動の周波数をプラズマ振動数と呼び。プラズマ振動数よりも小さな振動数の電磁波がプラズマに入射した場合、プラズマは完全導体のように振る舞い、電磁波を反射する。

### 不安定性
プラズマは、温度、密度が空間的に一様であり、速度分布がマクスウェル分布であるとき安定である。これ以外の場合は、何らかの不安定性が励起されて安定な状態に戻ろうとする。プラズマの不安定性は巨視的不安定性と微視的不安定し大別される。以下では、各不安定性について示す。
巨視的不安定性巨視的不安定性は流体モデル、MHDモデルによって扱うことのできる不安定性である。Kruskal-Schwarzschid不安定性、もしくはフルート (flute) 不安定性はプラズマと真空の界面が波打つように成長する不安定性である。流体力学におけるレイリーテイラー不安定性に相当する。キンク不安定性はプラズマ中に電流を流した場合に、電流分布の僅かな不均一が、電流と直交する断面のプラズマ形状を波打つように成長させる不安定性であり、電流駆動不安定性の一種である。ここで、キンクとは「ねじれ」の意である。
微視的不安定性微視的不安定性はプラズマ粒子の速度分布が重要となる不安定性である。2流体不安定性は、静止したプラズマに高速な荷電粒子ビームが入射するとき、僅かな電場の乱れが、荷電粒子ビームの粗密を成長させる不安定性である。速度空間不安定性はプラズマ粒子の速度分布が方向によって大きく異なるときや、荷電粒子ビームの入射などにより速度関数が複数のピークを持つ場合に起きる不安定性である。

### 発光
プラズマ中の電子が励起状態から緩和するときに、エネルギー準位の差に対応した特定波長の光を放出する。発光スペクトルは、温度、密度、イオン種によって変化し、これを利用してプラズマの状態を測定することができる。この手法を、プラズマ分光と呼ぶ。イオン種ごとの発光スペクトルはNIST Atomic Spectra Databaseから参照できる。

## プラズマによる超常現象の説明
UFO、霊、ミステリーサークルなどの超常現象（オカルト現象）が目撃されている。高温プラズマは火の玉のように見える。また、マイケル・パーシンガー（ローレンシアン大学脳神経学部）らは、プラズマから発せられる高磁場が脳波へ影響を及ぼすことにより幻覚症状が引き起こされることを経頭蓋磁気刺激法実験で実証した。このため、大槻義彦（早稲田大学）らをはじめとする著名人は、超常現象の真相はプラズマであるとしている。